# Trichosetodes atichayana
Trichosetodes atichayana är en nattsländeart som beskrevs av Schmid 1987. Trichosetodes atichayana ingår i släktet Trichosetodes och familjen långhornssländor. Inga underarter finns listade i Catalogue of Life.